# Savoia-Marchetti S.56
Il Savoia-Marchetti S.56 era un idrovolante monomotore da turismo ed addestramento biplano prodotto dall'azienda italiana Savoia-Marchetti negli anni venti.

## Storia del progetto
Nel 1922 venne assunto l'ingegner Alessandro Marchetti che iniziò la progettazione di un nuovo idrovolante leggero destinato al mercato civile da turismo ed addestramento. Caratterizzato dalla configurazione alare biplana, venne portato in volo per la prima volta nel 1924.
Dopo un lungo lavoro di sviluppo durato tre anni venne avviato alla produzione in serie adottando, in tre diverse versioni, un buon numero di motorizzazioni diverse, diventando successivamente aereo anfibio con l'adozione di un piccolo carrello fisso. Venne costruito anche su licenza negli Stati Uniti d'America, dalla American Aeronautical Corporation (AAC), ed esportato in Romania e Brasile.

## Tecnica
L'S.80 era un idrovolante dall'aspetto tradizionale per l'epoca; monomotore biplano a scafo centrale con cabina di pilotaggio aperta.

### Cellula
La cellula era biplana, e le ali, superiore e inferiore, sono montate con un piccolo angolo rispetto all'orizzontale per garantire la stabilità trasversale. La configurazione alare era biplano-sesquiplana con l'ala inferiore, posizionata alta sullo scafo, che integrava i due galleggianti equilibratori e collegata alla superiore, posizionata alta a parasole, tramite una coppia di montanti per lato. Quest'ultima era collegata alla parte superiore dello scafo tramite un castello tubolare che faceva anche da supporto alla gondola motore, posizionata appena sotto l'ala superiore.

### Scafo
Lo scafo era realizzato con struttura in legno rivestita da pannelli in compensato telato, era caratterizzato da un abitacolo aperto a due posti affiancati più uno, i primi dotati di doppi comandi. Alla parte centrale dello scafo erano fissate le ali inferiori, il castello motore e a poppa l'impennaggio, un classico monoderiva. La struttura dello scafo era in quercia e Silver Spruce mentre il rivestimento era in compensato e liste di cedro.

### Carrello
Era costituito da due elementi, simmetrici rispetto alla fusoliera, con ruote montate su un sistema elastico. Il puntone posteriore era incernierato in modo da consentire il sollevamento e l'abbassamento del carrello.

### Motore
La propulsione era affidata ad una serie di motori scelti in base alle esigenze del cliente e dalle diverse architetture, da quella in linea a quella radiale (tra i quali Fiat A.53, Fiat A.54 e Walter Venus), sempre però in configurazione traente ed abbinata ad un'elica bipala in legno a passo variabile.

## Versioni
S.56A

S.56B

S.56C

## Utilizzatori

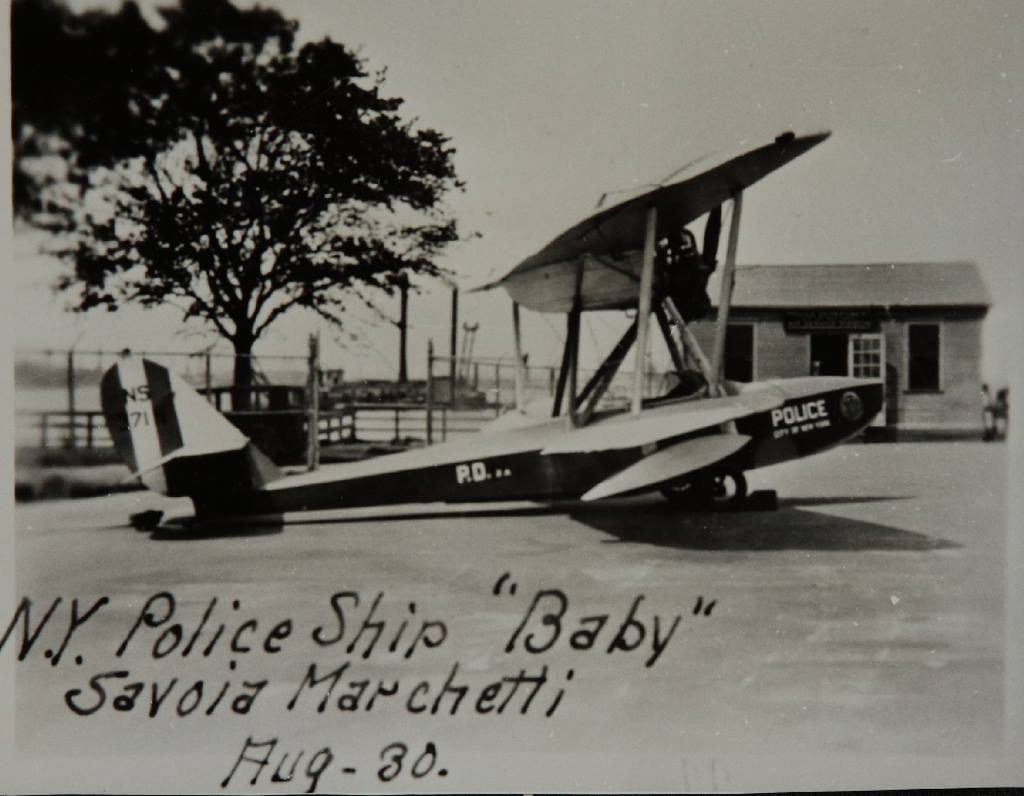
Savoia-Marchetti S.56, New York City Police Department

### Civili e governativi
Stati Uniti
- New York City Police Department

operò con 6 esemplari costruiti su licenza negli Stati Uniti dalla American Aeronautical Corporation

### Militari
Italia
- Regia Aeronautica

 Stati Uniti
- United States Army Air Corps

 Romania
- Forțele Aeriene Regale ale României

## Esemplari attualmente esistenti
Due soli esemplari risultano esistenti e conservati in museo. Il primo si trova negli Stati Uniti. Si tratta dell'esemplare con immatricolazione civile NC349N costruito su licenza dall'AAC ed usato dalla polizia statunitense durante il periodo del proibizionismo per combattere il contrabbando di rum, precedentemente esposto presso il Cradle of Aviation Museum di Long Island, Stato di New York, è stato acquisito dal Fantasy of Fligh Central Florida Museum, nel 2020. Il secondo, con immatricolazione civile italiana, I-AEDA, è esposto nel Museo Storico dell'Aeronautica di Vigna di Valle sul Lago di Bracciano.